# Egbert Jan Bakker
Egbert Jan Bakker (* 12. November 1958 in Amsterdam) ist ein niederländischer Altphilologe.

## Leben
Er promovierte 1988 an der Universität Leiden. Er war 1992 mehrere Monate lang Fellow am niederländischen Institut für fortgeschrittene Studien in den Geistes- und Sozialwissenschaften. Er lehrte an der Universität Leiden, der University of Virginia, der University of Texas in Austin und der Université de Montréal, bevor er 2004 an der Yale University anfing.
Er wurde 1999 korrespondierendes Mitglied der Königlich Niederländischen Akademie der Künste und Wissenschaften.

## Schriften (Auswahl)
- Linguistics and formulas in Homer. Scalarity and the description of the particle per. Amsterdam 1988, ISBN 90-272-2057-3.
- Poetry in speech. Orality and Homeric discourse. Ithaca 1997, ISBN 0-8014-3295-2.
- als Herausgeber: Grammar as interpretation. Greek literature in its linguistic contexts. Leiden 1997, ISBN 90-04-10730-4.
- als Herausgeber mit Irene de Jong und Hans van Wees: Brill’s companion to Herodotus. Leiden 2002, ISBN 90-04-12060-2.